# Gehry-Tower

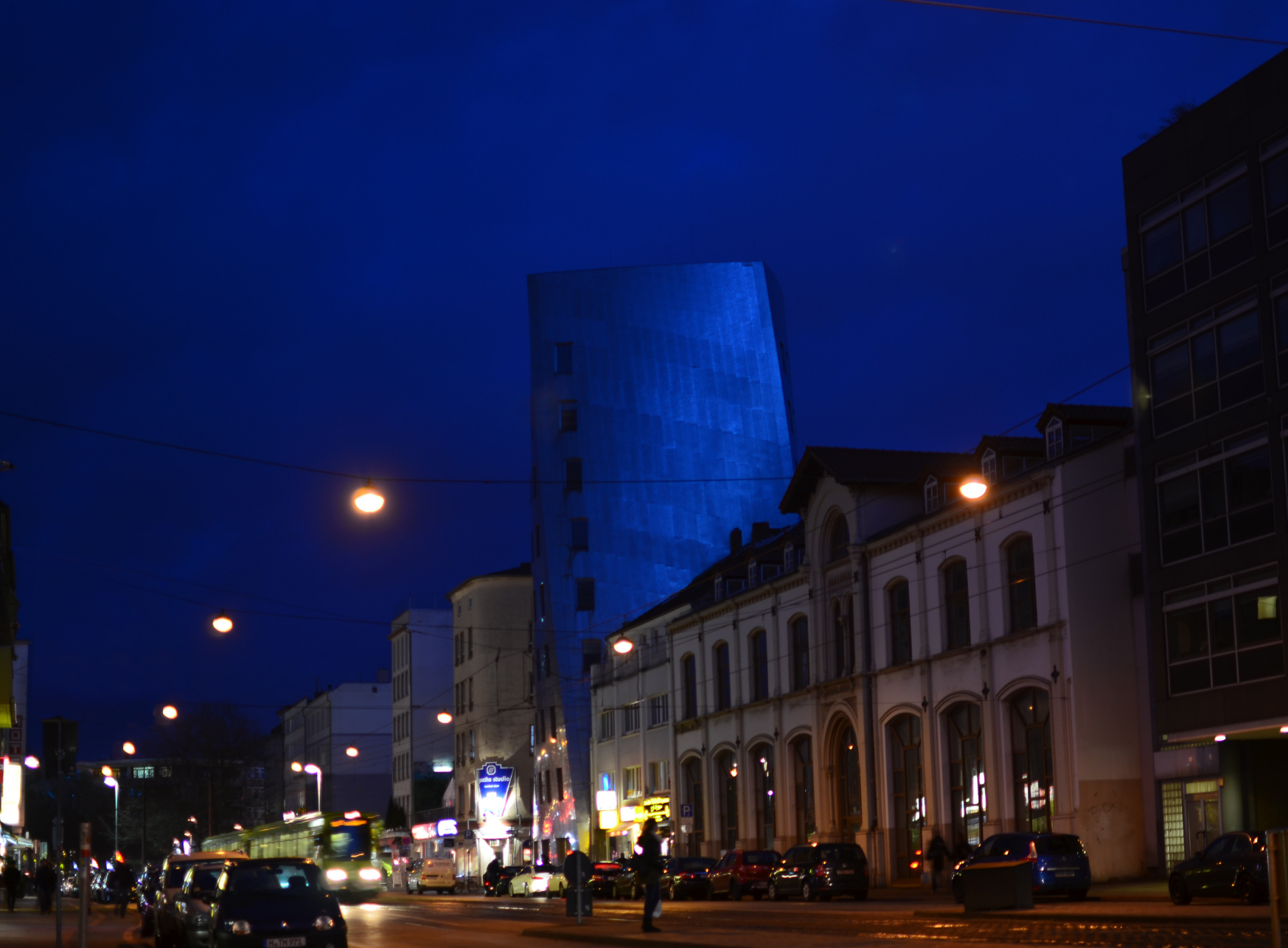
Gehry-Tower in der Blauen Stunde

Der Gehry-Tower ist ein neunstöckiges Gebäude des Architekten Frank Gehry in Hannover in Deutschland. Der Bau befindet sich in unmittelbarer Nachbarschaft des Steintorplatzes und erinnert an ein früheres Stadttor, das den Namen Steintor trug.
Der Bau des Gehry-Towers wurde von der Objektgesellschaft mbH, einer Tochter der Üstra Hannoversche Verkehrsbetriebe AG in Auftrag gegeben, für die Gehry bereits zuvor eine Bushaltestelle in Hannover entworfen hatte.
Ausführendes Architekturbüro war die Archimedes Bauplanungsgesellschaft mbH aus Bad Oeynhausen. Bauunternehmer war die Philipp Holzmann AG Hannover. Gehry selbst wurde vertreten durch die Architektin Eve Sobesky, die mehrere Projekte in Europa betreute.
Zwischen Planung und dem Abbruch der Vorgängerbebauung im Herbst 1999 vergingen vier Jahre. Ein halbes Jahr später, im März 2000, begann der Bau. Die Kosten lagen bei 8,5 Mio. DM (ca. 4,3 Mio. Euro). Das Gebäude wurde offiziell am 28. Juni 2001 eingeweiht. Die gesamte Nutzfläche beträgt ca. 2100 m².
Interessant am Gehry-Tower ist seine äußere Form, eine Stahlbaukonstruktion mit tragenden Außenwänden, die durch Verdrehung des Baukörpers um die lotrechte Mittelachse erreicht wird, wodurch die Traufe gegenüber dem Erdgeschoss um bis zu 2,50 m herausragt; das bewirkt eine dreidimensionale Wölbung der Außenfläche. Die Außenhülle besteht aus 2800 geschliffenen Edelstahlpaneelen mit den Maßen 0,60 × 1,20 Metern, die dem Gebäude einen „aufgerauten“ Eindruck geben. Dadurch ergibt sich eine optisch reflektierende Oberfläche, die die umgebenden Lichtverhältnisse widerspiegelt.
Der Gehry-Tower wird als Büro- und Veranstaltungsgebäude genutzt. Mieter sind unter anderem die X-City Marketing Hannover GmbH, die Public Broadcast Rundfunkgesellschaft mbH (Das Fahrgastfernsehen) und die Protec Service GmbH, die ebenfalls Töchter der Üstra sind. Auch die Niederlassung Hannover der Ströer-Gruppe hat ihren Sitz im Gehry-Tower. 